# Reshat Bardhi
Reshat Bardhi, född den 4 mars 1935 i Kukës i Albanien, död den 2 april 2011 i Tirana i Albanien, var en albansk religiös ledare. Reshat Bardhi blev medlem i bektashiorden och dervisch på 1950-talet. På statsateismens Albanien 1967–1991 höll han en låg profil, men efter dess fall utnämndes han till högste ledare för bektashiorden.

### Fotnoter
1. ↑  World’s Spiritual Father of Bektashi Order, Father Reshat Bardhi, dies (på engelska), 2 april 2011, läs online.[källa från Wikidata]